# Chiesa del Rosario (Bortigali)
La chiesa del Rosario è un edificio religioso che si trova a Bortigali. Edificata e consacrata al culto cattolico, fa parte della diocesi di Alghero-Bosa.

## Descrizione
Ubicata nel centro storico del paese si affaccia sulla piazza Parrocchia, dove è presente anche la chiesa parrocchiale di Santa Maria degli Angeli, mentre alle sue spalle si trova la chiesa di San Palmerio.
L'edificio, risalente alla metà del XVII secolo, è ad aula rettangolare divisa in quattro campate con profondo presbiterio, nelle cui pareti è da poco venuto alla luce, in seguito a restauro, una ciclo di “medaglioni” dipinti risalenti al 1870, opera del pittore Campanelli. La facciata è a cuspide, con semplici partiture in trachite e un campaniletto a vela. È sede della Confraternita del Rosario, consacrata ufficialmente nel 1864, anche se i registri amministrativi ne attestano l'esistenza anche in epoche precedenti.

## Galleria d'immagini

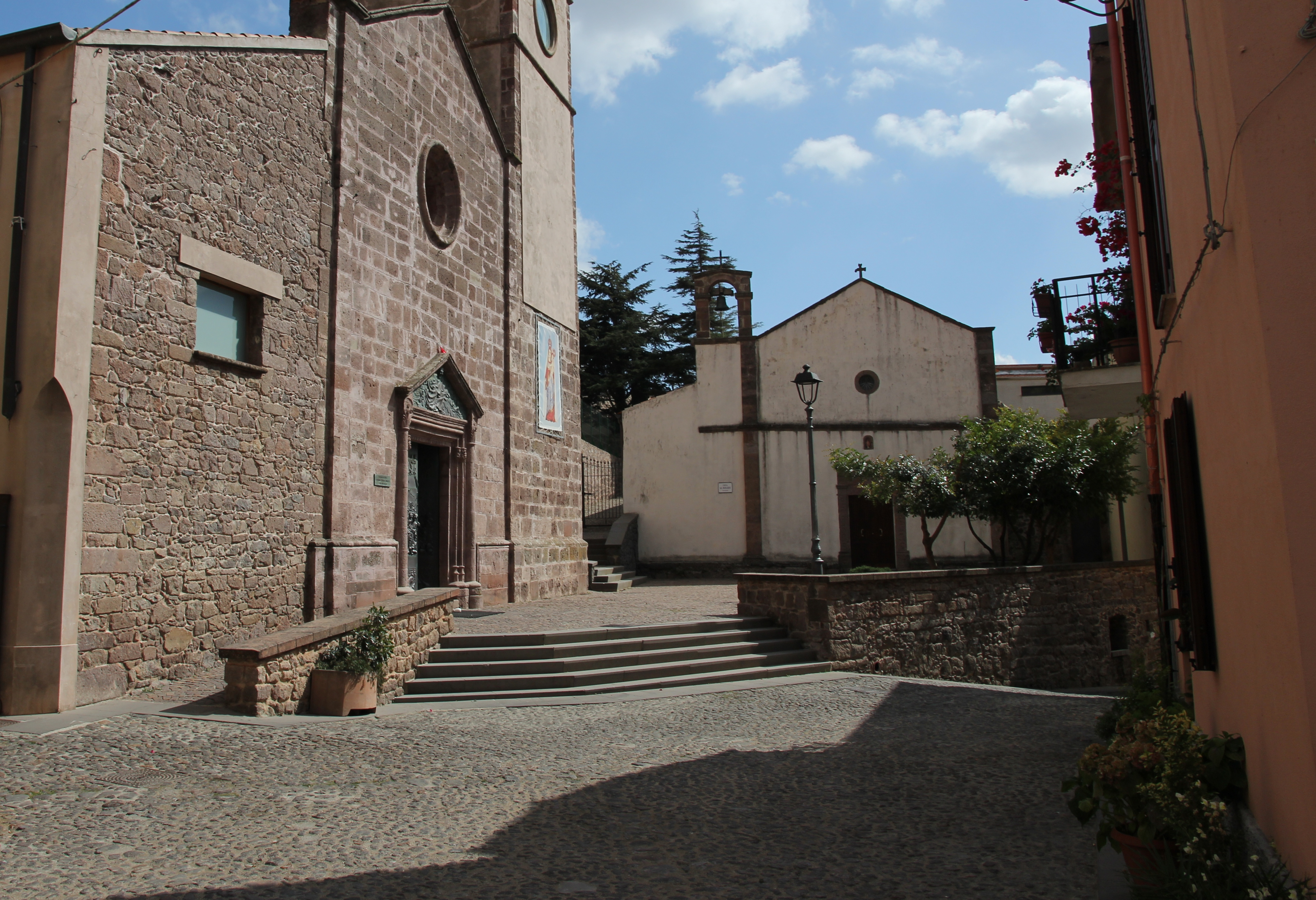
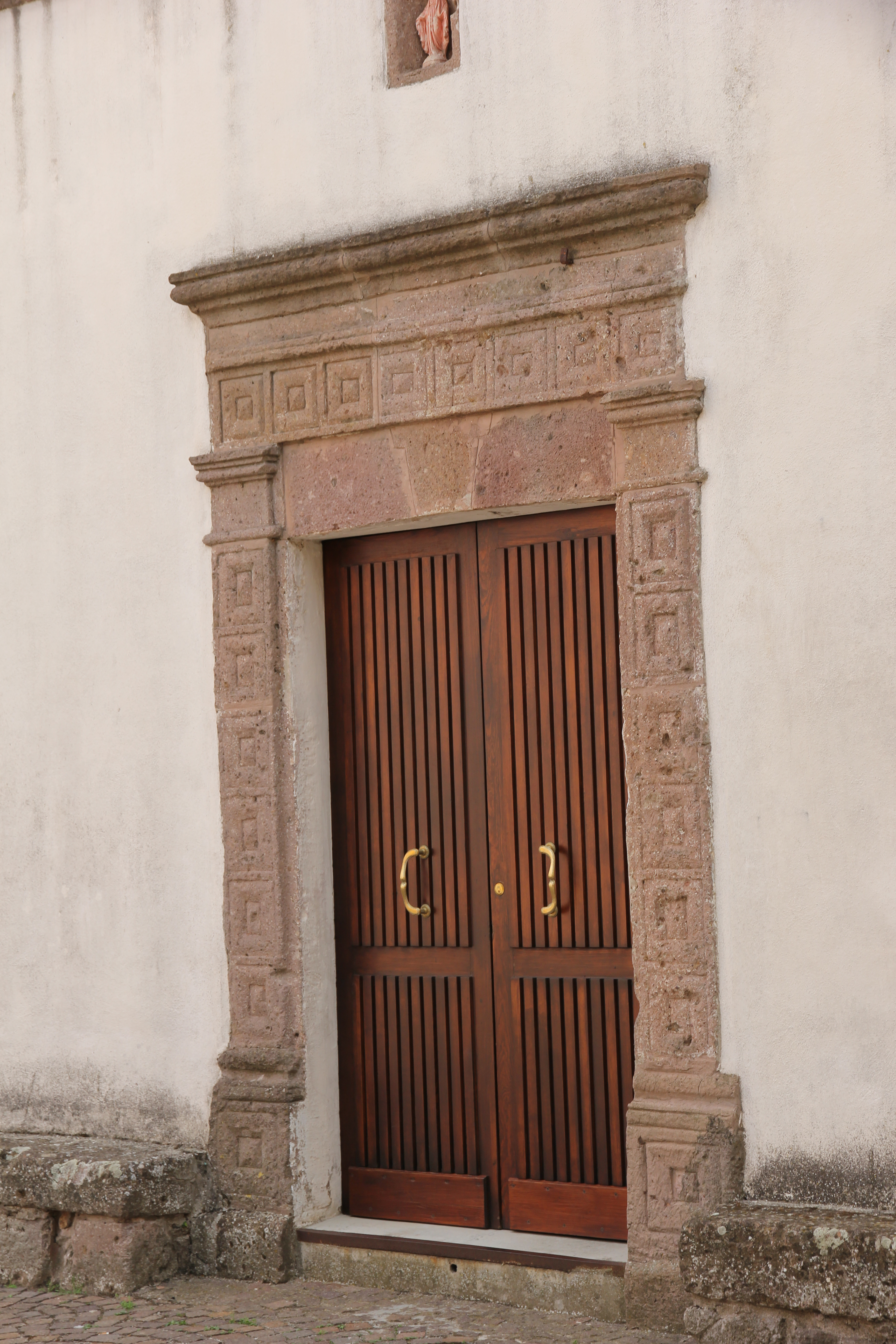
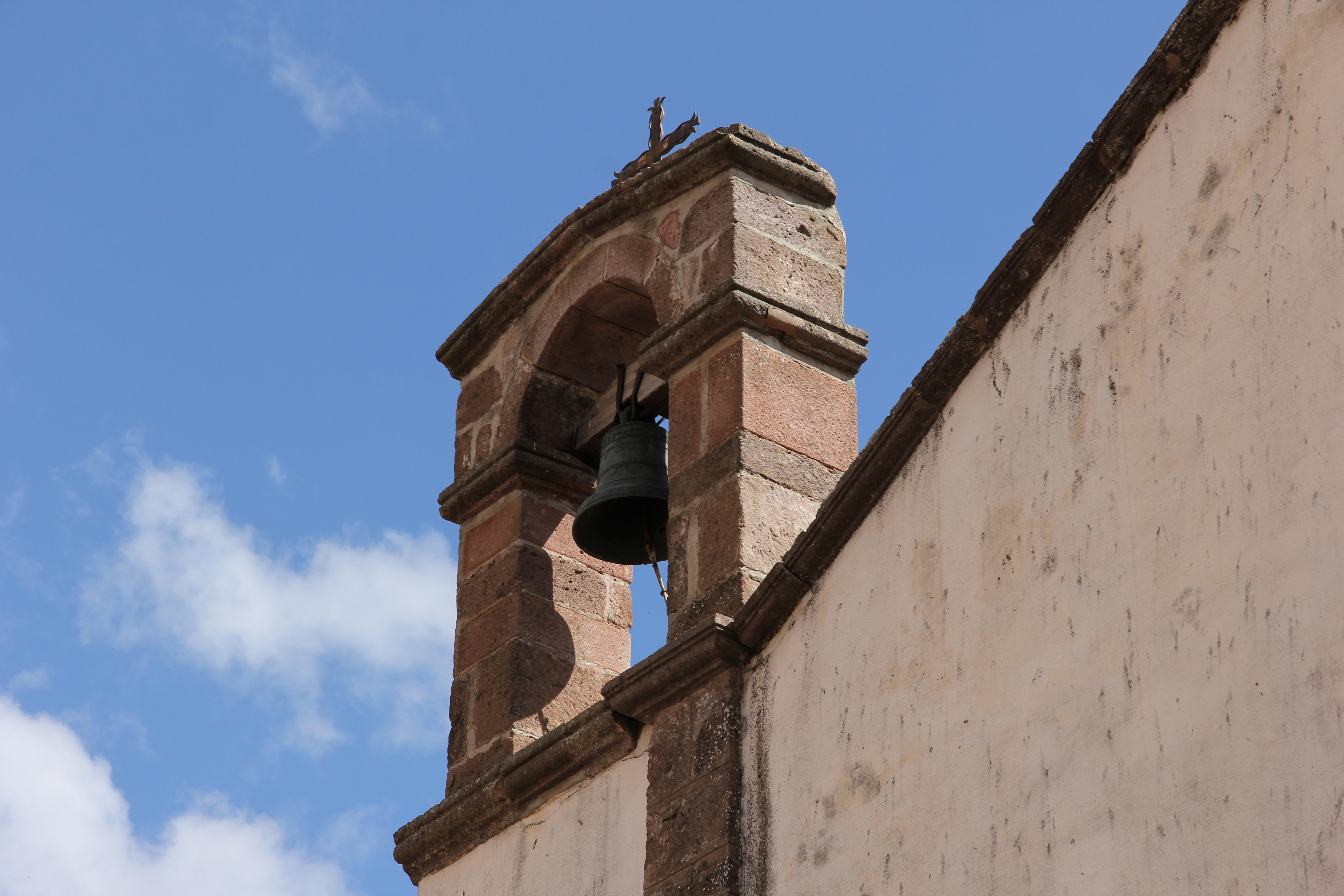